# ژولین پلیسیه
ژولین پلیسیه (به فرانسوی: Julien Pélissier) اسلام‌شناس، نویسنده، مترجم و پژوهشگر دانشگاه تولوز فرانسه است. ژولین پلیسیه  در یک خانواده کاتولیک و از والدینی اهل لورن، در شهر نانسی متولد شد. او در سن ۱۹ سالگی به دین اسلام گروید. تخصص ایشان در زمینهٔ اقتصاد، مدیریت مالی و حقوق بین‌الملل و نفت است و دارای فوق لیسانس اقتصاد انرژی و دکترای اقتصاد اسلامی می‌باشد.
ژولین پلیسیه دانش‌آموخته رشته اقتصاد نفت از مدرسه عالی نفت فرانسه، و دارای دکترای مطالعات اسلامی از دانشگاه تولوز فرانسه است. او سال هاست که به تحقیق و مطالعه پیرامون اقتصاد اسلامی، ژئو اقتصاد، دین و علوم انسانی، نظریات اقتصادی غیر متعارف در دانشگاه‌های تهران، امام صادق، قم و پاریس می‌پردازد.

## تحصیلات
ژولین پلیسیه تحصیلات متوسطهٔ خود را در مدرسهٔ سن سیژیسبر گذراند. پس از دریافت دیپلم ریاضی (باکالورئا)، او در سال ۱۹۹۶ در آزمون موسسه مطالعات سیاسی پاریس پذیرفته شد؛ و در این مؤسسه دوره‌هایی از جمله:
- دوره‌های اقتصاد را نزد ژاک ژنغو، ژان پل فیتوسی و دومنیک استروس خان
- قانون اساسی و تاریخ سیاسی را نزد اولیویر دوهامل، پیر میلزا و …
- دوره‌های امور مالی بین‌الملل و مدیریت را نزدمیشل پبرو و غیره گذراند.

او یک دوره کارآموزی CFAS در صنعا (یمن) سپری کرد که در آنجا تا حدودی زبان عربی یادگرفت. ژولین در سال ۲۰۰۰ در مؤسسه فرانسوی رویل ملمزون مدرک کارشناسی ارشد «اقتصاد انرژی» را کسب کردو در بین سال‌های ۲۰۰۱ و ۲۰۰۲ تحقیق مطالعاتی در دانشگاه امام صادق تهران را سپری کرد و در این حین در کلاس‌های آیت الله مهدوی کنی، مصباحی مقدم و زنجانی و موسویان شرکت می‌کرد. در فرانسه در کلاس‌های مختلف کالج فرانسه در پاریس حضور داشت.
به عنوان دانشجوی دکترای حقوق اسلامی در مدرسه عالی مطالعات علوم اجتماعی به‌طور منظم در کنفرانس‌های پروفسور بابر جانسون شرکت می‌جست. او از رساله دکترای خود در تاریخ عقاید در دانشگاه تولوز با موضوع «متودولوژی اکتشافی تئوریسازی یک دکترین اقتصادی نزد محمد باقر صدر»، در دسامبر سال ۲۰۰۹ دفاع کرد.
پلیسیه در سال ۲۰۱۱ بورس تحقیقی آکادمی بریتانیایی و بریسمس را در قالب «پروژهٔ حوزه» تحت نظارت پروفسور گلیو در مؤسسه مطالعات عربی اسلامی دانشگاه اکستر با موضوع تحقیق «تاریخ آموزش اقتصاد در حوزه» دریافت کرد.
در سال‌های ۲۰۱۳ تا ۲۰۱۴ ژولین کارشناسی ارشد دوم خود را «پژوهش» در زبان و ادبیات عرب دانشگاه لورن (نانسی) کسب کرد. از ژانویه ۲۰۱۴ تا دسامبر ۲۰۱۵ او دانشجوی فوق دکترا در CNRS (مرکز ملی پژوهش‌های علمی فرانسه) در قالب برنامه تحقیقی ERC وافا در مؤسسه تحقیقاتی و مطالعاتی جهان عرب و مسلمان در اکس-آن-پرووانس بود.
او با مجله‌هایی همچون عصر اندیشه (ایران) و مجله جهانی مالی اسلامی همکاری دارد و چندین مقاله به زبان انگلیسی و فارسی درآن‌ها به چاپ رسانده است.
او به عنوان رسمی هیئت داوران جشنواره فیلم بلند فجر در تهران در ۲۰۱۱ حضور داشته و در سال ۲۰۱۲ به عنوان هیئت داوران فیلم کوتاه جشنواره فجر حضور داشت.

## آثار و تالیفات
- در سال ۲۰۱۱، چاپ مجدد و مقدمه‌نویسی ۳۵ صفحه‌ای بر کتاب مرجع و قضایی حقوقدان و فقیه عراقی محقق حلی (قرن هفتم) با نام شرایع الاسلام[۴]
- کتاب Lectures à vivre, vies à écrire،[۵] با مقدمهٔ جوزف اسکوونک[۶]

### ترجمه‌ها
- Fatima la Resplendissante, une exception cachée از امام موسی صدر، مجلهٔ تهران، 2012[۷]
- Leçon de jurisprudence islamique selon l’Ecole d’Ahl-Bayt نوشتهٔ محمد حسین فلاح زاده[۸]
- La Banque non-usuraire en Islam نوشتهٔ محمد باقر صدر، ۲۰۱۷
- Droit musulman: école de Ahl-Ul-Bay اثر محقق حلی، با ترجمهٔ Amédée Querry و معرفی ژولین پلیسیه، انتشارات البراق، پاریس، ۲۰۱۲